# Třetí pražský vikariát
Třetí pražský vikariát je územní část pražské arcidiecéze. Tvoří ji 18 farností. Okrskovým vikářem je P. Mgr. Stanisław Góra. Vikariát se nachází v jihovýchodní části Prahy (Praha 4, Praha 10, Praha 11, Praha 12, Praha 21, Praha 22), dále zasahuje do části centra (Praha 2 a 3 – Vinohrady). Vikariát sousedí na severu s I. pražským a IV. pražským vikariátem, na severovýchodě se staroboleslavským vikariátem, na jihu a východě s jílovským vikariátem a na západě s II. pražským vikariátem.

## Osoby ustanovené ve vikariátu
Osobami ustanovenými ve vikariátu jsou:
- P. Mgr. Stanisław Góra – okrskový vikář, farář farnosti Praha-Lhotka, administrátor farnosti pro neslyšící a nesídelní kanovník karlštejnské kapituly
- Vojtěch Smolka – sekretář vikariátu
- Ing. František Beneš – stavební technik
- Ing. arch. David Dlabal – stavební technik
- Miroslav Samec – vikariátní referent Odboru správy pozemků

K 1. lednu 2014, kdy nabyla účinnosti Směrnice o odměňování duchovních v Arcidiecézi pražské, byla bez náhrady zrušena funkce člena vikariátní rady a všichni dosavadní ustanovené osoby byly z funkce odvolány.
Od 1. května 2014 do 30. dubna 2017 byl okrskovým vikářem ThLic. Ing. Zdenek Wasserbauer, Th.D.

## Farnosti vikariátu
| Farnost                                   | Správce                                                   | Další osoby ustanovené ve farnosti | Farní kostel                                        | Další kostely                               |
| ----------------------------------------- | --------------------------------------------------------- | --- | --------------------------------------------------- | ------------------------------------------- |
| Praha-Vinohrady                           | P. Mgr. Jakub Karel Berka O.Praem. farář                  | RNDr. Mgr. Pavel Křížek výpomocný duchovní P. ThLic. Mgr. Cyril Tomáš Matějec, Ph.D. et Ph.D., O.Praem. farní vikář | Bazilika svaté Ludmily                              | —                                           |
| Praha-Vyšehrad                            | Mgr. Ing. Michal Němeček administrátor                    | Mons. doc. Ing. Aleš Opatrný, Th.D. David Vopřada, Dr. výpomocní duchovní | Bazilika svatého Petra a Pavla                      | - Kaple svatého Martina - Kaple Panny Marie |
| Praha-Vinohrady Náměstí Jiřího z Poděbrad | ThLic. Jan Houkal, Th.D. farář                            | P. Petr Beneš CSsR farní vikář Ing. Miloš Hrdý jáhenská služba Ing. Michaela Skalická pastorační referentka | Kostel Nejsvětějšího srdce Páně                     | —                                           |
| Praha-Braník                              | Mgr. Jan Pata administrátor                               | — | Kostel svatého Prokopa                              | —                                           |
| Praha-Chodov                              | Mgr. ThLic. Michael Špilar farář                          | ThLic. Slavomír Ordoš farní vikář Pavel Andrle SDB pastorační referent P. Dominik Frič výpomocný duchovní Mgr. Ladislav Staněk Mgr. Pavel Urban jáhenská služba Ing. Karin Juráková ředitelka Komunitního centra Matky Terezy | Kostel svatého Františka z Assisi                   | - Komunitní centrum Matky Terezy            |
| Praha-Kunratice                           | P. Vojtěch Smolka farář                                   | Bc. Mgr. Jakub Haloda, Ph.D. jáhenská služba Ondřej Šimer pastorační asistent | Kostel svatého Jakuba Staršího                      | - Kostel svatého Prokopa (Hrnčíře)          |
| Praha-Lhotka                              | Stanisław Góra farář                                      | P. Mgr. Petr Šleich farní vikář Mgr. Jakub Žákavec, Ph.D., MBA farní vikář excurrendo Ing. Olga Hroudová Mgr. Jana Kalendová pastorační asistentky                                                                            | Kostel Panny Marie Královny míru                    | - Kaple svatého Václava (Praha 4 – Krč)     |
| Praha-Michle                              | P. ThLic. Alberto Giralda Cid, Th.D., M.Id. administrátor | P. Mgr. Antonín Lukeš M.Id. farní vikář | Kostel Narození Panny Marie                         | - Kostel svatého Františka z Assisi (Krč)   |
| Praha-Modřany                             | Mgr. Josef Pecinovský farář                               | Mgr. Karol Laburda výpomocný duchovní | Kostel Nanebevzetí Panny Marie                      | - Kaple svatého Bartoloměje (Hodkovičky)    |
| Praha-Nusle                               | Mgr. Piotr Henryk Adamczyk administrátor                  | Pavel Jireš jáhenská služba | Kostel svatého Václava                              | - Kostel svatého Pankráce (Praha)           |
| Praha-Podolí                              | Mgr. Jan Pata administrátor excurrendo                    | — | Kostel svatého Michaela Archanděla                  | —                                           |
| Praha-Spořilov                            | P. Mgr. Bartoloměj Pavel Černý OFM moderátor farnosti     | P. Regalát Petr Beneš, Th.D., OFM duchovní správce in solidum Ing. Mgr. František Kudrna jáhenská služba | Kostel svaté Anežky České a svatých patronů českých | —                                           |
| Praha-Koloděje                            | Dr. Ondřej Salvet farář                                   | — | Kostel Povýšení svatého Kříže                       | —                                           |
| Praha-Hostivař                            | P. Mgr. Karol Janusz Matlok MIC administrátor             | P. Andrzej Siejak MIC farní vikář Mgr. Andrzej Żak MIC jáhenská služba | Kostel Stětí svatého Jana Křtitele                  | - Kostel Narození Panny Marie (Záběhlice)   |
| Praha-Strašnice                           | Mgr. Karel Kočí farář                                     | RNDr. Mgr. Vladimír Kalík farní vikář Mgr. Pavel Reumann jáhenská služba Mgr. Jiří Hrdý pastorační referent | Kostel Neposkvrněného Početí Panny Marie            | —                                           |
| Praha-Vršovice                            | Mons. ThLic. Artur Matuszek, Th.D. farář                  | RNDr. Mgr. Pavel Křížek výpomocný duchovní Mgr. Jan Rückl jáhenská služba | Kostel svatého Mikuláše Kostel svatého Václava      | —                                           |
| Praha-Petrovice                           | Ing. Mgr. Miroslav Verčimák administrátor                 | — | Kostel svatého Jakuba Staršího                      | —                                           |
| Farnost pro neslyšící                     | P. Stanisław Góra administrátor                           | Alena Čojdžildžav Voráčová pastorační asistentka | Kostel svatého Prokopa ve Stodůlkách                |                                             |